# کریستینا (میناس گرایس)
کریستینا (به پرتغالی: Cristina) یک منطقهٔ مسکونی در برزیل است که در میناز ژرایس واقع شده‌است. کریستینا ۳۱۱٫۹۲۵ کیلومتر مربع مساحت و ۱۰٬۲۲۶ نفر جمعیت دارد و ۱٬۰۲۵ متر بالاتر از سطح دریا واقع شده‌است.